# Карчев (гміна)
Гміна Карчев (пол. Gmina Karczew) — місько-сільська гміна у центральній Польщі. Належить до Отвоцького повіту Мазовецького воєводства.
Станом на 31 грудня 2011 у гміні проживало 15975 осіб.

## Площа
Згідно з даними за 2007 рік площа гміни становила 81.49 км², у тому числі:
- орні землі: 58.00 %
- ліси: 24.00 %

Таким чином, площа гміни становить 13.25 % площі повіту.

## Населення
Станом на 31 грудня 2011:
| Опис     | Загалом | Загалом | Чоловіки | Чоловіки | Жінки | Жінки |
| -------- | ------- | ------- | -------- | -------- | ----- | ----- |
| одиниця  | осіб    | %       | осіб     | %        | осіб  | %     |
| все      | 15975   | 100     | 7710     | 48.26    | 8265  | 51.74 |
| міське   | 10188   | 100     | 4909     | 48.18    | 5279  | 51.82 |
| сільське | 5787    | 100     | 2801     | 48.40    | 2986  | 51.60 |

## Сусідні гміни
Гміна Карчев межує з такими гмінами: Ґура-Кальварія, Констанцин-Єзьорна, Отвоцьк, Собене-Єзьори, Целестинув.